# Song Kunda
Song Kunda är en ort i Gambia. Den ligger i regionen Upper River, i den östra delen av landet, 290 km öster om huvudstaden Banjul. Antalet invånare var 6 217 vid folkräkningen 2013.